# Повернені (телесеріал)
Повернені (фр. Les Revenants) — французький телесеріал, створений на основі французького однойменного фільму 2004 року режисера Робена Кампійо. Перший сезон було показано восени 2012 року на Canal+. Зйомки другого сезону тривають. У 2013 році отримав премію Еммі за найкращий драматичний серіал.

## Синопсис
У невеликому французькому гірському містечку, мертві люди повертаються до своїх живих родичів та знайомих. Серед них загибла у ДТП школярка, наречений-самогубця, маленький хлопчик й навіть серійний вбивця. Вони намагаються відновитися у соціумі, тоді як у місті відбуваються все нові й нові дивні явища: рівень води у водосховищі з невідомих причин падає й викриває нові й старі таємниці маленького містечка. До того ж дивні відмітини з'являються як на тілах повернених з мертвих, так і живих.

## Виробництво
У 2004 році у Франції вийшов однойменний фільм, про повернення мертвих до соціуму та їх готовності до реінтеграції в суспільство. Через декілька років у виробників серіалу з'явився інтерес зробити продовження, але продюсер запропонував зробити серіал. Проект одразу зацікавив одне з найбільших французьких медіа Canal+.
Перший сезон серіалу було знято в квітні і серпні 2012 року.
Музику для серіалу записав ґурт Mogwai.
| телесеріали Франції | Це незавершена стаття про французький телесеріал. Ви можете допомогти проєкту, виправивши або дописавши її. |

1. ↑  https://larevuedesmedias.ina.fr/la-france-redevient-une-terre-de-tournage-de-films-et-series